# Sam Bennett (hockey sobre hielo)
Samuel Hunter "Sam" Bennett (Holland Landing, Ontario, 20 de junio de 1996), apodado Sammy, es un jugador profesional canadiense de hockey sobre hielo que se desempeña en la posición de centro en Florida Panthers, equipo de la National Hockey League (NHL).

## Carrera
Fue seleccionado en la primera ronda en la NHL Entry Draft de 2014. Hizo su debut profesional con el equipo Calgary Flames, en el cual jugó siete temporadas (2014-2020), después pasó a Florida Panthers, donde lleva jugando cuatro temporadas.